# Рогачиха (Вологодская область)
Рогачиха — деревня в Верховажском районе Вологодской области.
Входит в состав Верховажского сельского поселения, с точки зрения административно-территориального деления — в Верховажский сельсовет.
Расстояние до районного центра Верховажья по автодороге — 6 км. Ближайшие населённые пункты — Павлогорская, Сергеевская, Моисеевская.
По переписи 2002 года население — 23 человека (11 мужчин, 12 женщин). Преобладающая национальность — русские (83 %).
Работает гостевой дом-музей крестьянина Василия Мехаева.